# 小牧御殿

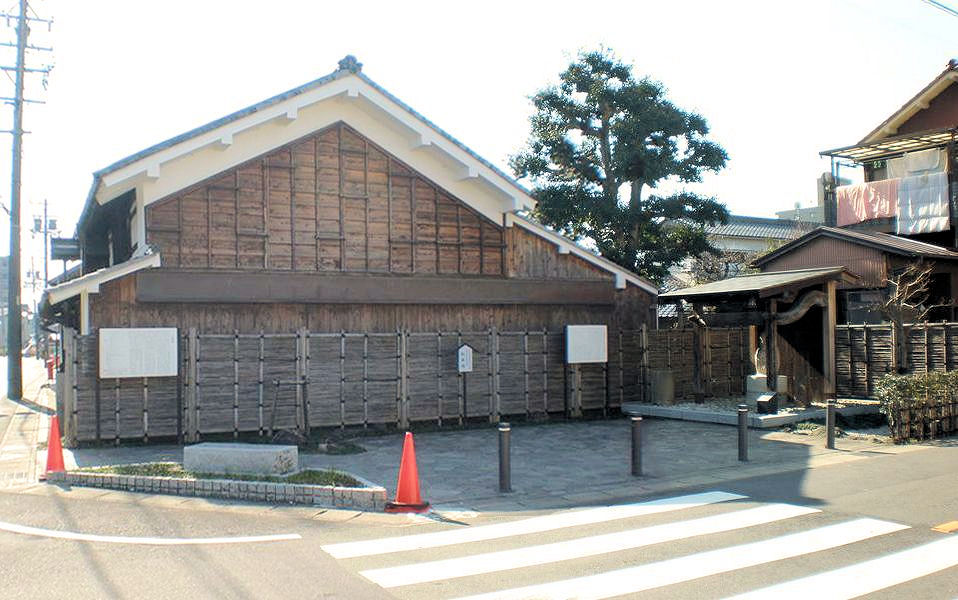
小牧御殿・小牧代官所跡前に整備されたポケットパーク

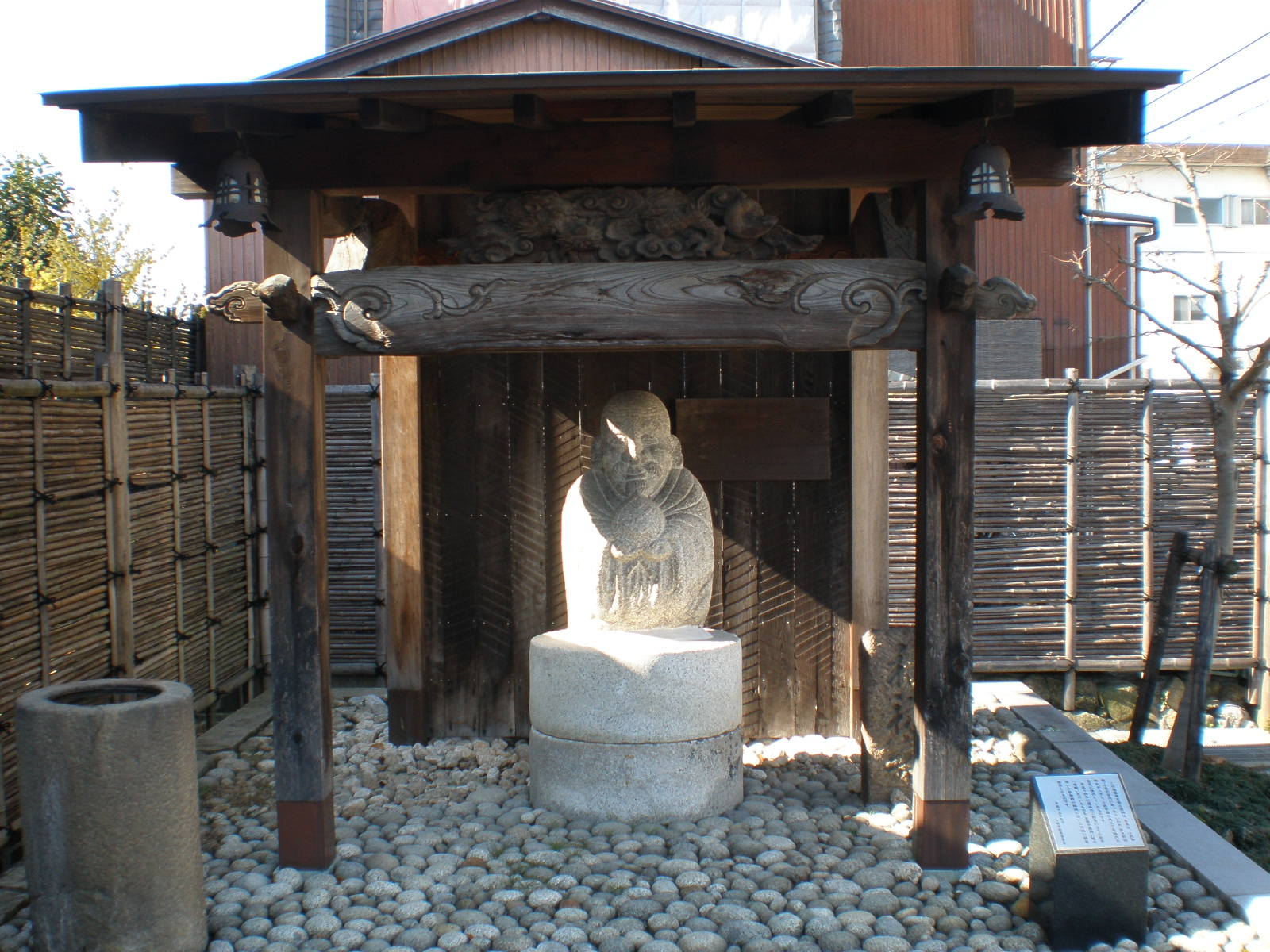
福禄寿の石像

小牧御殿（こまきごてん）は、尾張徳川家の御殿（別荘）の一つ。

## 概要
上街道小牧宿（現在の愛知県小牧市）にあった。寛永2年（1625年）に初代尾張藩主徳川義直が鷹狩りをしにこの地に訪れた際、この地で庄屋を務める江崎善左衛門の蟹清水屋敷からの眺めや庭園をいたく気に入り、同年この地に御殿を建てた。以後明治維新まで、尾張徳川家の御殿として利用された（普段は江崎氏が管理していた）。
敷地の大きさは46間×51間で、約2350坪あった。また畳10畳以上の部屋が10室あった。天明2年（1782年）には、敷地の一部に小牧代官所の陣屋が設けられている。
なお現在、御殿があった場所には住宅地や道路が整備されており、遺構などはほとんど残っていない。
しかし、小牧山の記録内（江戸時代に書かれた版下をもとにした資料）に「天正12年長久手合戦時徳川軍の本陣としその後勝利をおさめた名山なれば奮地を尊い山下に舘舎を建て小牧御殿と名づけくわしきことは碑名に」とある。小牧御殿は小牧山にあったとの記録と言える。小牧山下にある曲輪跡がそれである。
その際作られたのが小牧山碑だが、現在この小牧山碑は残っていない（いつ取り壊されたかは不明）。
よって「しかし〜」より上の記述の真意は不明。

## 小牧代官所
小牧代官所（こまきだいかんしょ）は、江戸時代に尾張国丹羽郡127村、同国春日井郡125村、美濃国可児郡5村を管轄していた代官所。天明2年（1782年）、尾張藩が年貢や賦役の徴収を強化することや同地の治安維持、藩からの御触れ（命令）の伝達などを目的として、上街道小牧宿にあった小牧御殿の一部に設けられた。約14名の役人が常駐していた。現在も残る福禄寿の石像は、義直が作らせたものだと言われている。また安置する祠は、代官所（または御殿）の建物の一部が用いられたと伝えられている。
正式には「尾張藩小牧代官支配所」で、小牧山の下、旧小牧市役所北庁舎の場が「尾張藩小牧代官支配所」だった。昭和の初め頃までは市民なども皆知っていたことである。元々は丹羽郡（小牧山より西、北西方面）を管轄地としていた。
よって上記の場所は不明。

## 関連年表
- 平成14年（2002年） - ポケットパークが整備される[3]。